# Madenahalli, Maddur
Madenahalli là một làng thuộc tehsil Maddur, huyện Mandya, bang Karnataka, Ấn Độ.